# Schloss Singenbach

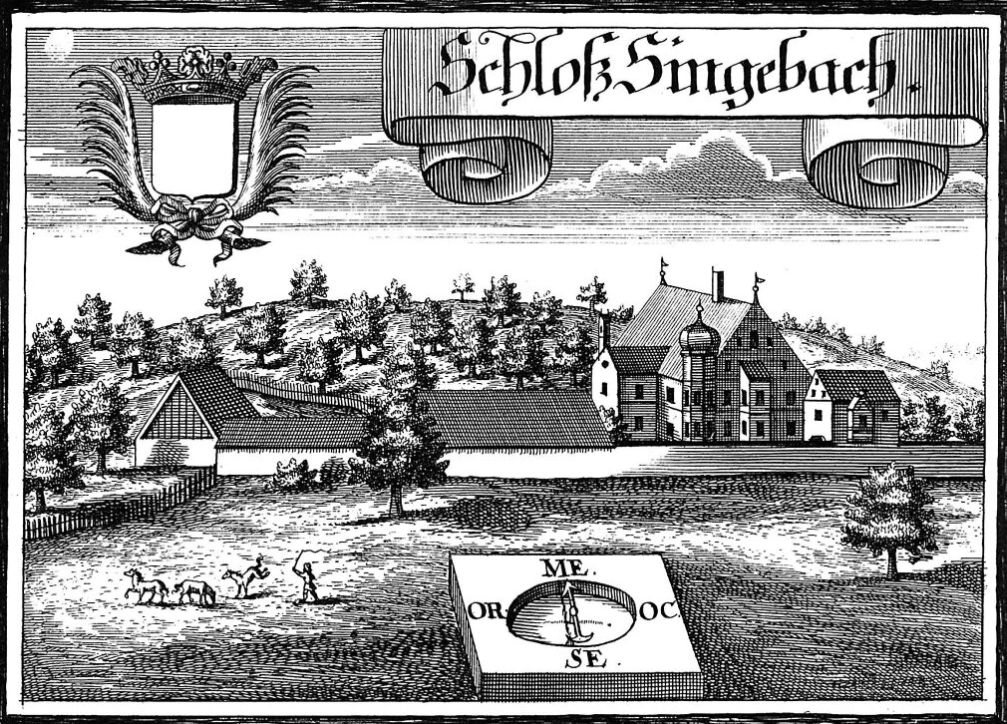
Schloss Singenbach nach einem Stich von Michael Wening (1726)

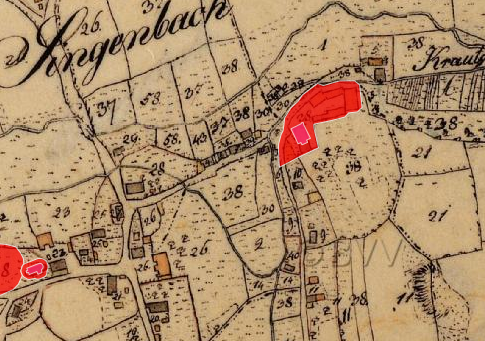
Lageplan von Schloss Singenbach auf dem Urkataster von Bayern

Das Schloss Singenbach ist ein ehemaliges Schloss und späteres Gasthaus in Singenbach (Gemeinde Gerolsbach) im Landkreis Pfaffenhofen an der Ilm.

## Geschichte
Im 11. Jahrhundert wurde durch die Edlen von Munninpach der Besitz zu einer geschlossenen Hofmark ausgebaut. 1422 kam die Hofmark, wohl durch Erbteilung, an die Herren von Frauenberg-Taufkirchen. Ab dem 17. Jahrhundert war sie im Besitz der Freiherren von Niedermair. Von 1817 bis 1848 bestand ein Freiherr von Niedermair'sches Patrimonialgericht.  Die Familie verkaufte 1849/52 das Schloss. Es wurde in ein Gasthaus umgewandelt.

## Bau- und Bodendenkmal
Das Schloss steht unter Denkmalschutz (Nummer D-1-86-125-40) und wird folgendermaßen beschrieben:

„dreigeschossiger Halbwalmdachbau mit polygonalem, spitzbehelmtem Eckerkerturm, im Kern 1. Hälfte 16. Jahrhundert“

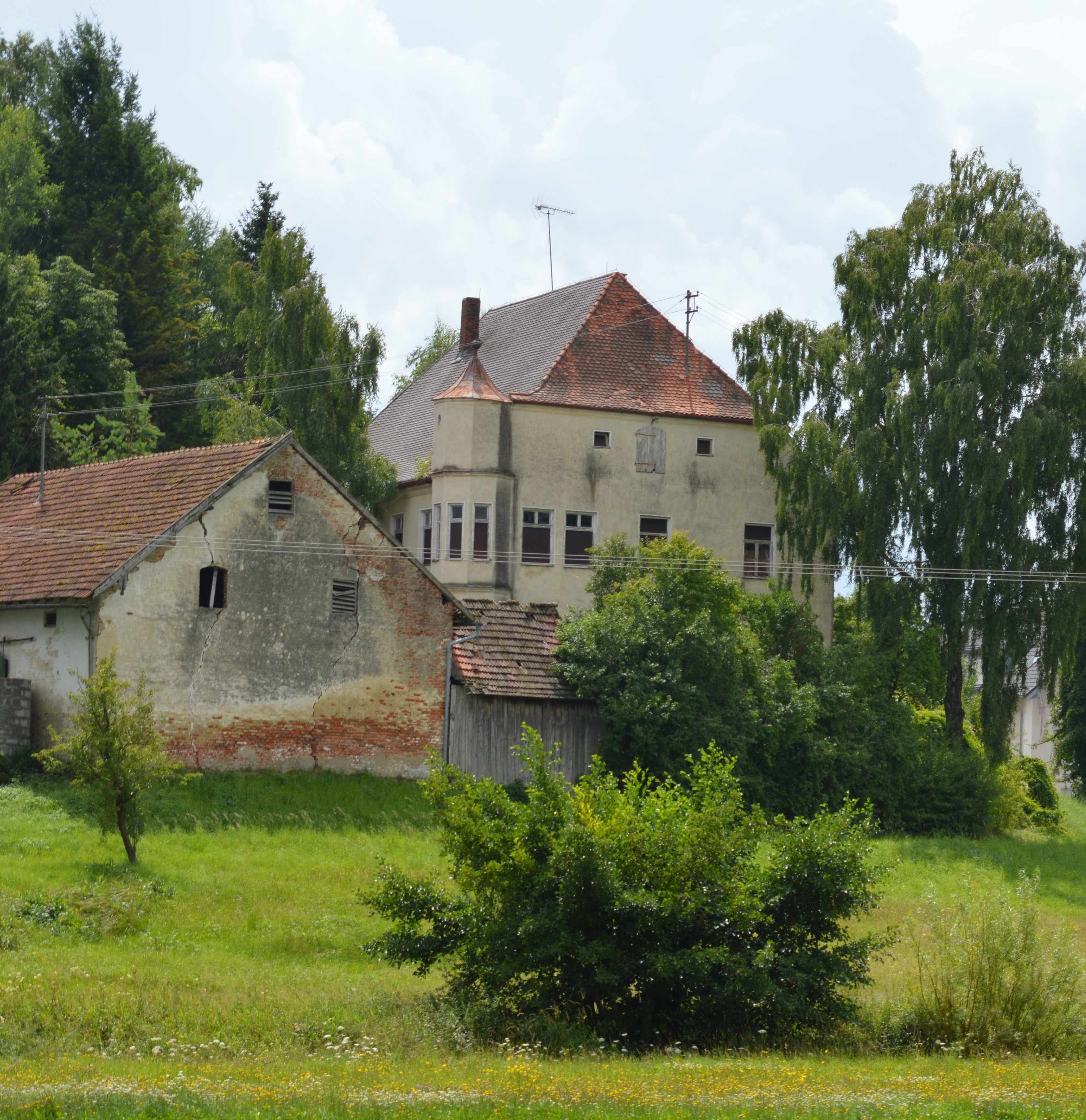
Ansicht (2025)

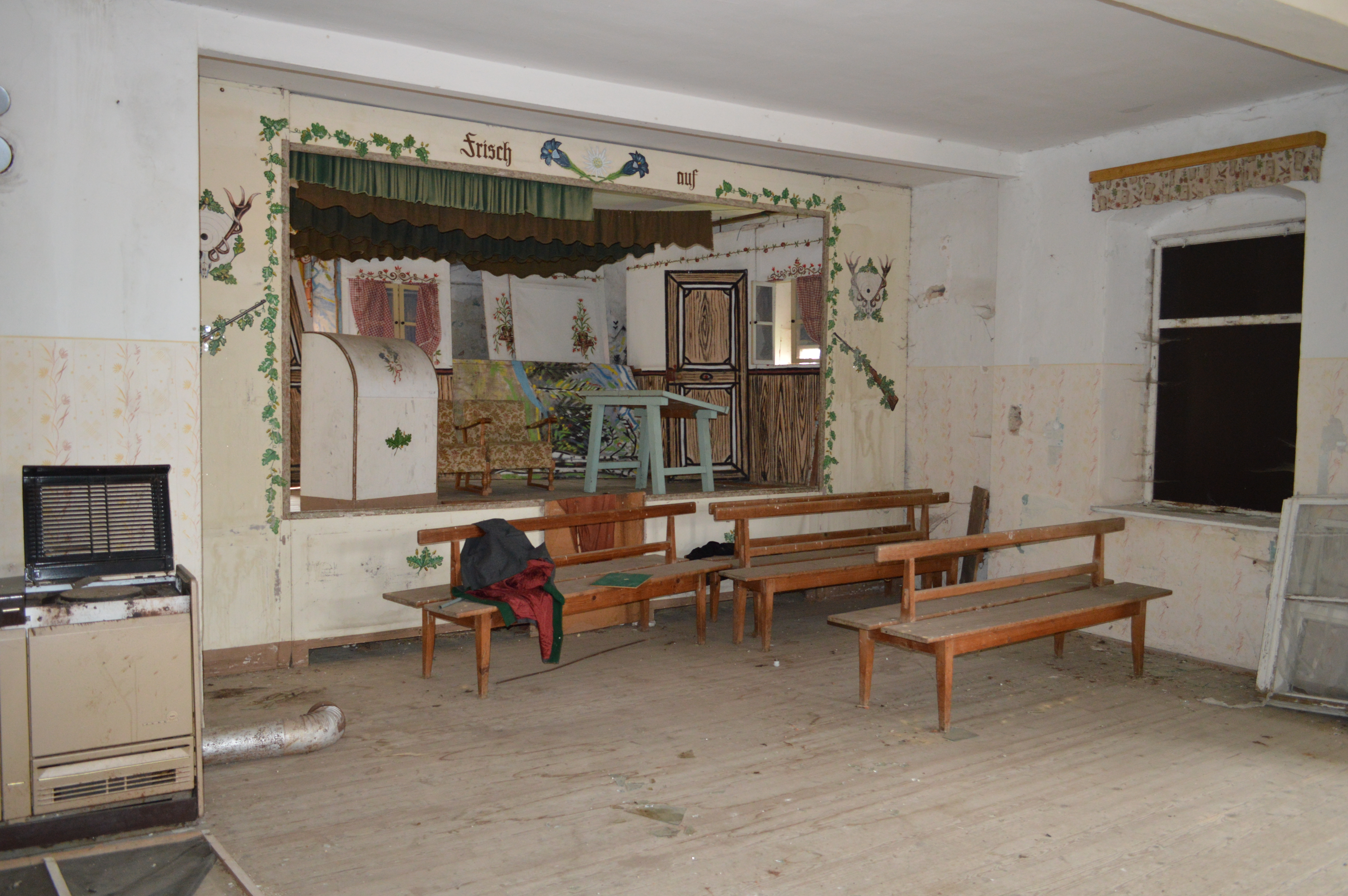
Bühne (2025)

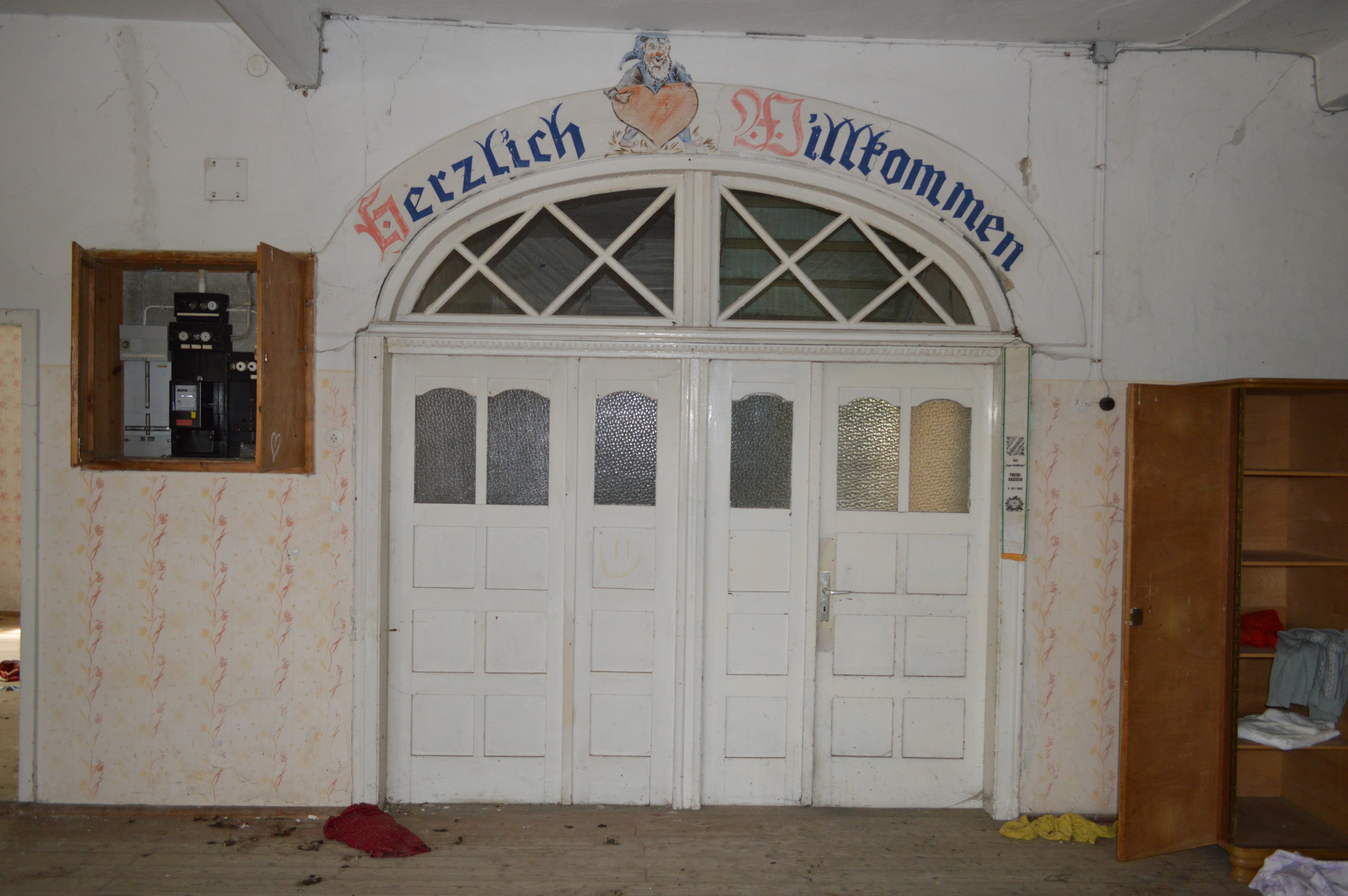
Eingangstüren zum Theater

Ebenso wird die Anlage als Bodendenkmal unter der Aktennummer D-1-7534-0022 im Bayernatlas als „frühneuzeitliche Befunde im Bereich des ehem. Schlosses in Singenbach“ geführt.